# Chincoteague (pony)

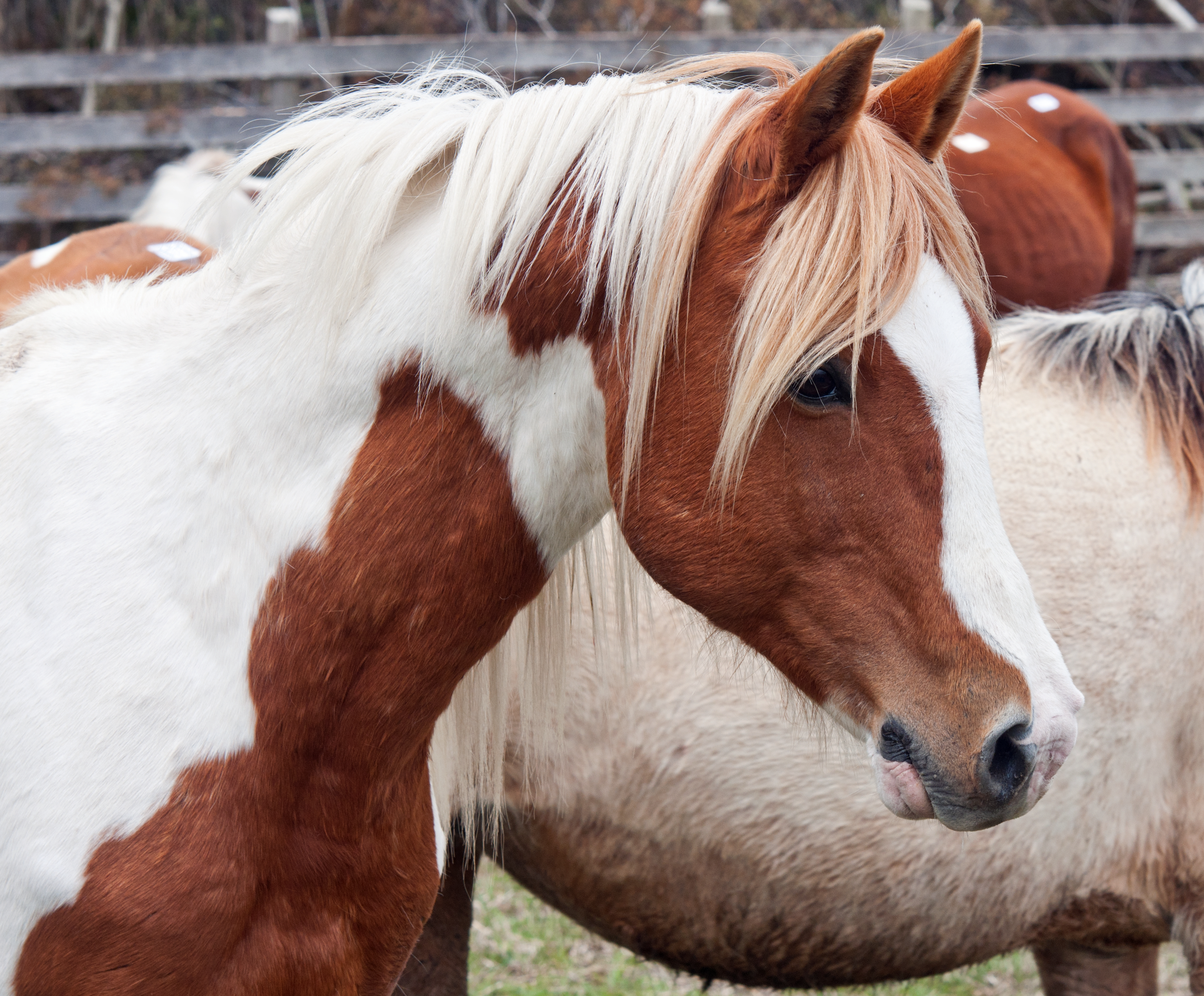
Hoofd van een hengst

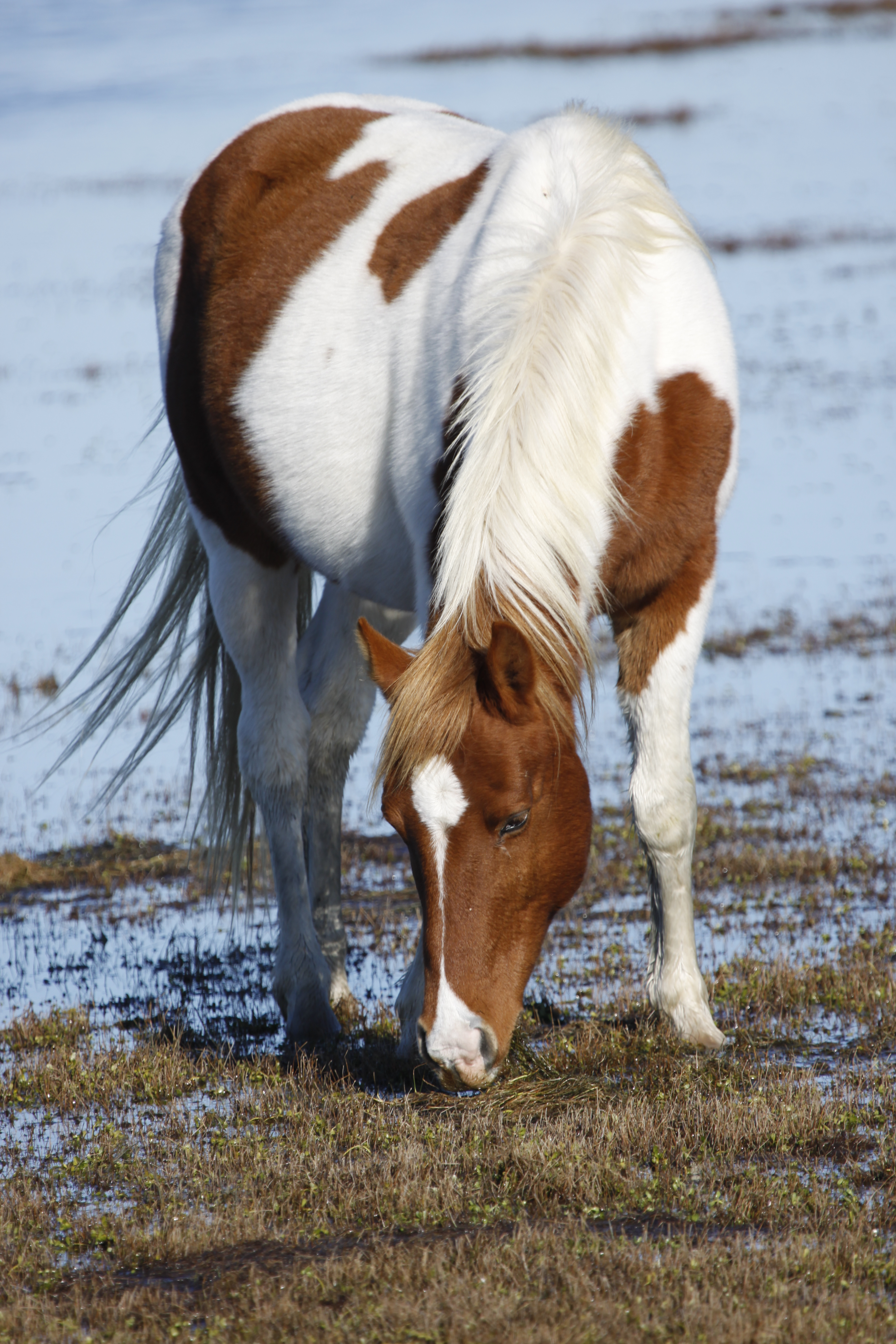
Grazende pony

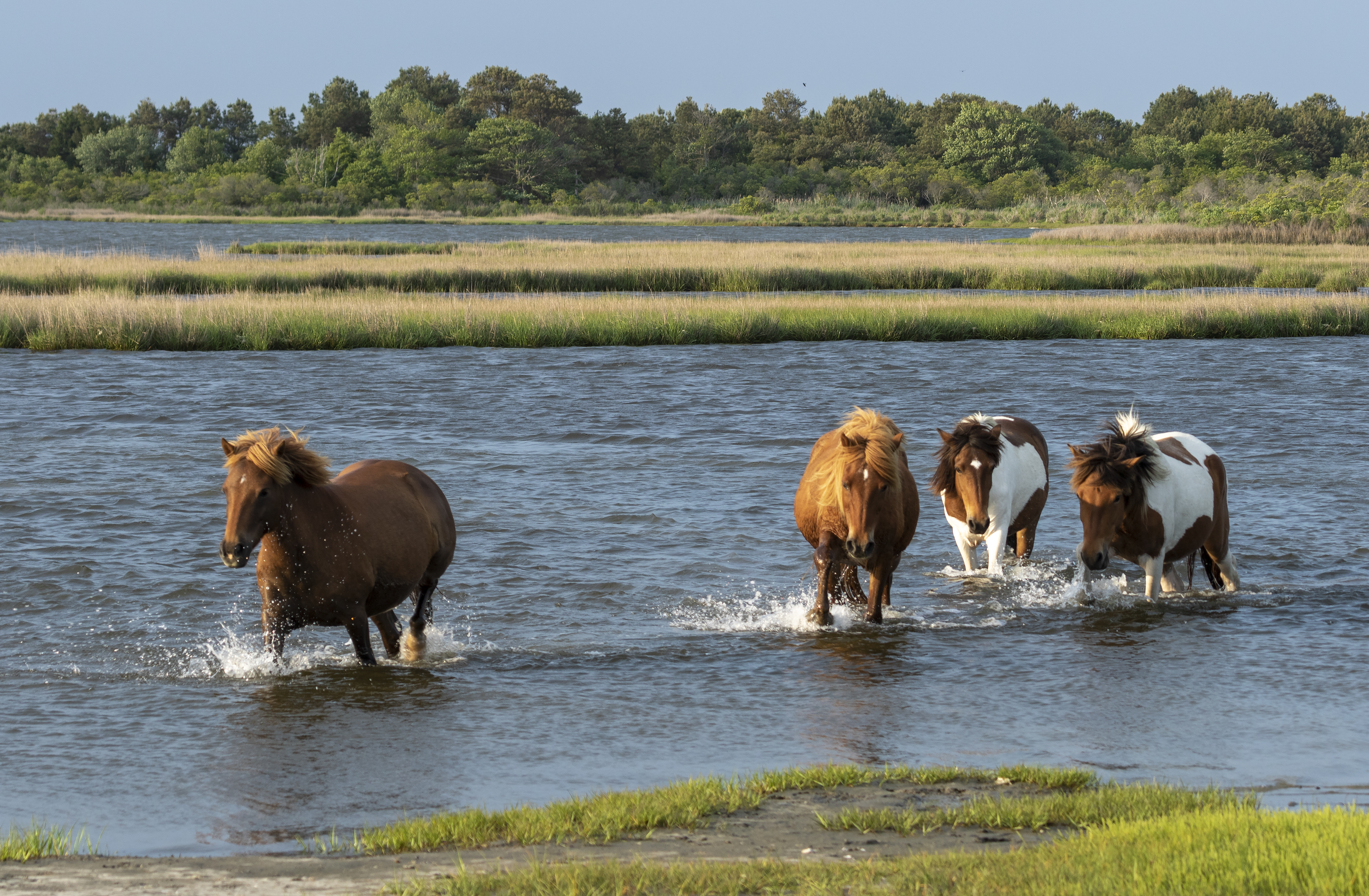
Pony's in het water

De Assateague of Chincoteague (uitspraak: shinko-teeg, Indiaans voor: mooi land aan de overkant van het water) wordt beschouwd als het enige inheemse ponyras van de Verenigde Staten. De ongeveer 200 pony’s leven op het eiland Assateague vlak voor de kust van Virginia. Voorheen leefden de pony’s in de moerassige gebieden van Chincoteague en Assateague maar na een zware storm in 1933 raakte Assateague door een strook water gescheiden van het vasteland en Chincoteague. Assateague heeft de status van een nationaal park en naast de kudde pony’s leeft er ook een belangrijke vogelpopulatie.

## Geschiedenis
Hoe de pony’s op de eilanden terecht gekomen zijn, is onduidelijk. Er gaan verhalen over een schip met paarden met een Berberse of Spaanse afkomst dat schipbreuk leed voor de kust van Virginia maar hier is geen bewijs voor. Waarschijnlijk zijn de Chincoteagues nakomelingen van paarden die door de 17e-eeuwse kolonisten naar het eiland werden gebracht om belastingen op omheiningen en vee-aantallen te ontlopen.
In de 17e eeuw werd de staat Virginia populair bij de kolonisten en in 1671 vestigden zich de eerste kolonisten op het eiland Chincoteague. De bewoners leefden van de visvangst of van het houden van vee. Einde 18e eeuw werd begonnen met de vangst van wilde paarden. Deze paarden zwommen vaker de nauwe zeestraat tussen de eilanden over om de velden van de lokale boeren op Chincoteague te plunderen. Kolonisten kozen de sterkste paarden uit, vingen ze en temden ze voor het werk op het land. De andere paarden werden vrijgelaten om de kudde in stand te houden.
Door het vangen van de wilde paarden werd ook de populatie onder controle gehouden en werd overbegrazing van het eiland tegengegaan. Het eiland Assateague is nooit bewoond door mensen maar wel door een grote diversiteit aan dieren.
Vanaf de 19e eeuw werd het eiland Chincoteague erg populair bij toeristen en sportliefhebbers. Als gevolg hiervan werden wegen en houten bruggen aangelegd. Twee grote branden bewezen de noodzaak van het oprichten van een brandweerkorps. Dit gebeurde in 1924 en het korps werd al snel de steunpilaar van de bevolking op Chincoteague.
Om de kosten van de brandweer te bekostigen, werd besloten dat de brandweer jaarlijks een “pony penning”-dag en een veiling zou organiseren. In ruil voor het beheren van de kudde, zouden de opbrengsten van dit jaarlijkse festijn naar de brandweer gaan. Pony Penning was al een bekend fenomeen op het eiland sinds de 17e eeuw. Op deze dag werden loslopende paarden gevangen en gebrandmerkt door kolonisten, waarna samen feest werd gevierd.
Vanaf 1924 werd de moderne pony penning georganiseerd door de lokale brandweer op de laatste woensdag en donderdag van juli. Op woensdag worden de paarden door “saltwater cowboys” samengedreven en de kudde zwemt bij laagtij de zeestraat tussen de eilanden over naar Chincoteague. Het zwemmen duurt slechts 5-10 minuten en bij aankomst op Chincoteague worden de paarden door duizenden toeschouwers verwelkomd. Op donderdag volgt de veiling van de jaarlingen en op vrijdag wordt de kudde weer teruggebracht naar Assateague. De verkoop van de jaarlingen wordt streng gecontroleerd.
Ieder jaar werd de verkoop van de Chincoteague-paarden populairder maar in de jaren ’30 was er bij de brandweer bezorgdheid over de genetische diversiteit in de kudde. Daarom werden er in 1939 20 wilde mustangs bij de Chincoteague-kudde gebracht. Al eerder werden er Welshpony’s en Shetlanders gebruikt. Deze rassen pasten goed bij de Chincoteague en de kruisingen leidden tot verbetering van het ras. Kruisingen met de pinto leverden veel bonte nakomelingen op.
In 1943 kocht de staat het eiland Assateague en verdeelde het in twee gebieden. Het noordelijke deel hoorde voortaan bij de staat Maryland en werd het Assateague National Seashore Park. Het zuidelijke deel werd het Chincoteague National Wildlife Refuge en kwam onder toezicht van de staat Virginia. De oorspronkelijke kudde is tegenwoordig in twee groepen verdeeld en wordt ook letterlijk uit elkaar gehouden door een hekwerk dat de grens tussen de staten Virginia en Maryland vormt. Voor beide kuddes geldt dat de kudde niet groter mag worden dan ongeveer 150 paarden ter bescherming van het leefmilieu op het eiland.
De Virginia-kudde wordt beheerd door het Chincoteague brandweerkorps en bestaat uit 130 paarden. Pony penning is een belangrijk instrument om de grootte van de kudde onder controle te houden. Twee keer per jaar worden de paarden veterinair gecontroleerd, in april worden ze geënt tegen tetanus, encefalitis, hondsdolheid en getest op EIA (moeraskoorts). De paarden worden ook twee keer per jaar ontwormd en bekapt. De Virginia-kudde is afgeschermd van toeristen om te verhinderen dat ze bijgevoerd worden en om ongelukken op wegen te voorkomen.
De Marylandkudde wordt door de Maryland Park Service beheerd maar matig beheer heeft geleid tot een te grote groei van de kudde tot zo’n 165 dieren. Dit zorgt voor overbegrazing van de schrale zandgronden en zoute veengronden. Momenteel wordt geprobeerd de kudde terug te brengen tot een 120-150 paarden door gebruik van een geboortebeperkingsplan. Via blaaspijltjes wordt een vaccin ingespoten dat een auto-immuunreactie in het lichaam tot stand moet brengen en waardoor bevruchting en dus dracht tegengegaan wordt. Deze methode is een jaar werkzaam maar kan elk jaar herhaald worden.
Ondanks de populariteit van de Chincoteague in de regio, was het ras begin 20ste eeuw relatief onbekend. In 1946 kocht schrijfster Marguerite Henry een jaarling op de veiling en het daaropvolgende jaar bracht zij het boek Misty of Chincoteague uit. In 1961 maakte 20th Century Fox een verfilming van dit boek en maakte zo de pony’s wereldberoemd.
Intussen zijn er zo’n 180 Chincoteagues verspreid over de Verenigde Staten en midden jaren ’80 van de vorige eeuw werd een stamboek opgericht. Het ras is erkend als zeldzaam ras maar privé-fokkerijen proberen het ras te verbeteren en er meer bekendheid aan te geven.

## Kenmerken
De Chincoteague lijkt op een te klein gebleven paard met z’n gemiddelde stokmaat van 1.20 meter.
Door de schrale begroeiing en de moerassige en zilte gronden in het gebied van herkomst werd de groei ernstig belemmerd en begin 20ste eeuw vertoonde het ras tekenen van degeneratie. Zo vertoonden sommige dieren misvormingen die wezen op inteelt en de botkwaliteit was slecht. De schrale levensomstandigheden zorgden wel voor een natuurlijke selectie en alleen de sterksten overleefden. Tegenwoordig ziet het ras er anders uit door de diverse kruisingen met andere rassen. Vooral de invloed van Welsh-pony's en Arabische paarden is nog zichtbaar, evenals de invloed van de Mustangs en Pinto's.
Het hoofd is uitdrukkingsvol met een breed voorhoofd, grote ogen, een rechte of licht gebogen neus, stevige en ronde kaken en kleine, maar ver uit elkaar geplaatste oren die spits toelopen. Het lichaam is goed gebouwd, de schouder is goed geplaatst, de borst en ribben zijn rond. De lendenen zijn sterk, de rug is kort maar de croupe is rond. De staart is laag aangezet. De benen zijn goed gebouwd, recht en gespierd, de hoeven zijn rond en hard. De staart en manen zijn vrij dik. Alle kleuren komen voor maar bont komt verhoudingsgewijs veel voor.
De paarden die opgroeien op Assateague halen zelden een stokmaat hoger dan 1.25 meter maar er zijn Chincoteagues bekend die in een veel rijkere omgeving met een rijker proteïne-dieet opgroeiden tot een paard met een stokmaat van 1.55 meter. Door de grote hoeveelheid zout in het dieet van de Chincoteagues drinken ze dubbel zoveel zoet water als andere rassen. Hierdoor krijgen de dieren een ietwat “opgeblazen” uiterlijk. 
De Chincoteagues zijn vriendelijk, nieuwsgierig en erg intelligent. De paarden zijn sober in onderhoud en worden snel te dik bij te veel voer.

## Gebruik
Chincoteagues kunnen opgeleid worden tot  recreatiepony's. Daarnaast worden er Chincoteagues gebruikt voor mennen en springen. Ze worden op privéstoeterijen gefokt voor de recreatie en de wedstrijdsport. De paarden doen het goed in zowel de Engelse als de westernsport.

## Afbeeldingen

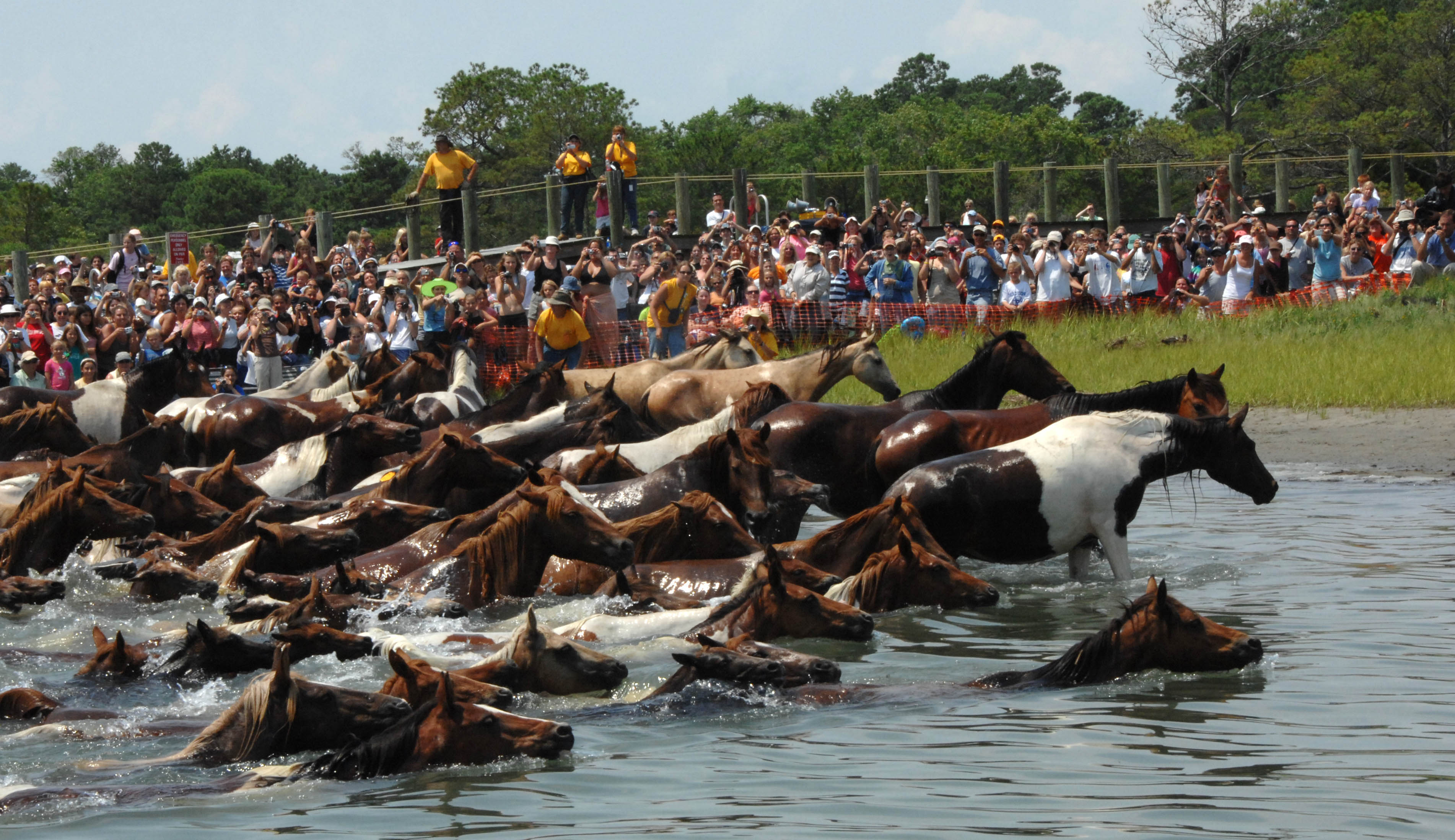
Een kudde zwemmende pony's
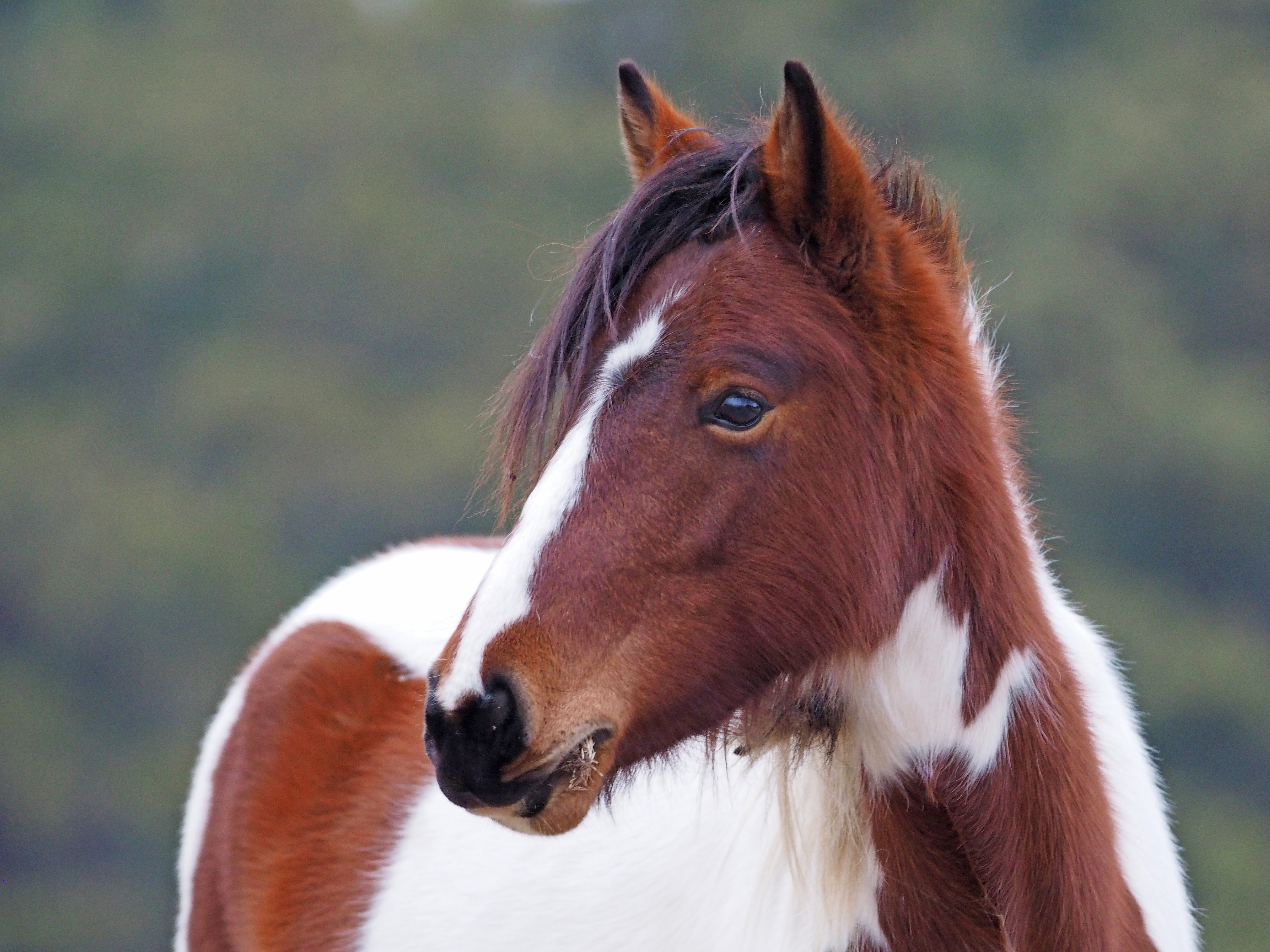
Chincoteague pony
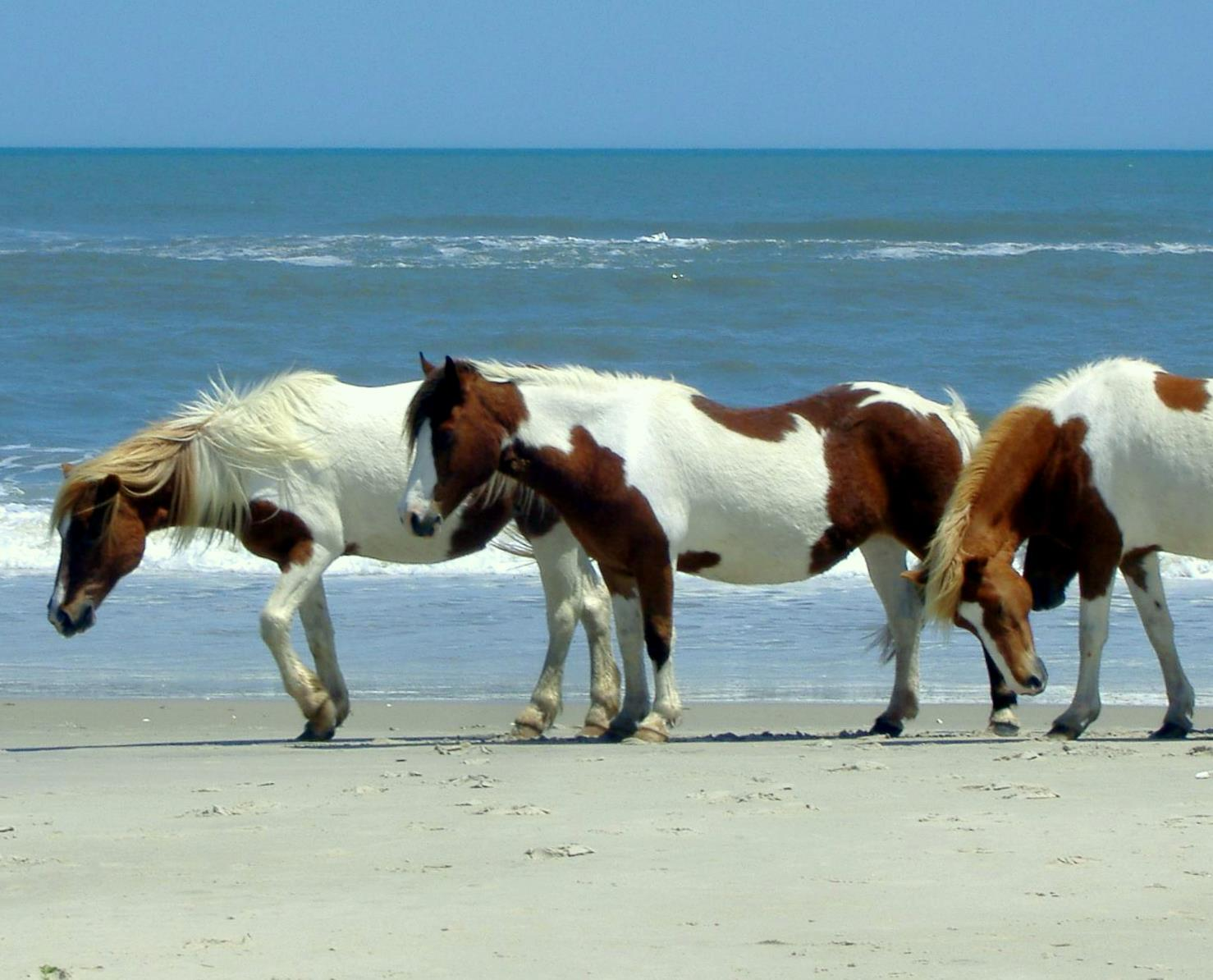
Chincoteague pony's op het strand
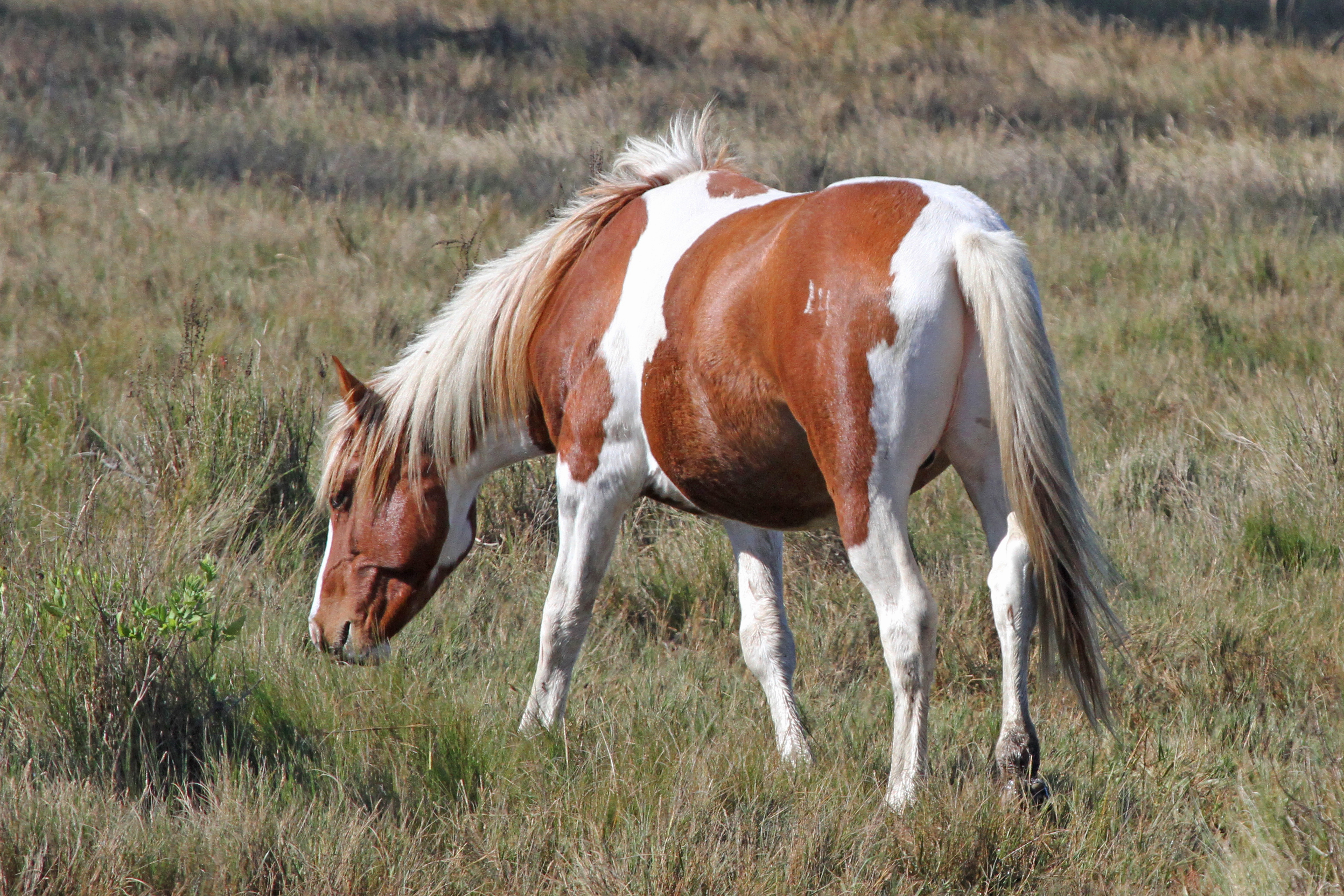
Grazende pony